# Christian Hay
Pour les articles homonymes, voir Hay.
Christian Hay, né à Levallois-Perret le 12 octobre 1944 et mort à Paris le 12 août 1984, est un acteur français.

## Biographie
Photographe de plateau et sans expérience de comédien, Christian Hay a été choisi par Marcel Carné pour interpréter le rôle principal du film Les Jeunes Loups tourné en 1967. Selon ce que raconte Carné dans ses mémoires, il se serait montré peu professionnel sur le tournage, passant ses soirées dans une discothèque et arrivant épuisé le lendemain sur le plateau incapable de retenir son texte. Les Jeunes loups est un échec commercial. Christian Hay tourne ensuite quelques films, en France et en Italie, puis arrête sa carrière d'acteur.

## Filmographie partielle

### Photographe de plateau
- 1967 : Le Judoka agent secret de Pierre Zimmer

### Acteur
- 1968 : Les Jeunes Loups de Marcel Carné : Alain Langlois
- 1970 : L'Amour de Richard Balducci : François
- 1969 : Sur ordre du Führer (La battaglia d'Inghilterra) d'Enzo G. Castellari : Gaston
- 1970 : Edipeon de Lorenzo Artale : Gianni
- 1972 : Tre donne (it), épisode L'Automobile (L'automobile) d'Alfredo Giannetti : Lou
- 1972 : Sacramento (Sei iellato, amico hai incontrato Sacramento!) de Giorgio Cristallini : Jim Thompson
- 1973 : Les cartes ne mentent jamais (Tarot) de José María Forqué : Marc
- 1973 : Scaramouche (La grande avventura di Scaramouche) de Piero Pierotti : Scaramouche
- 1973 : Teresa la voleuse (Teresa la ladra) de Carlo Di Palma